# Wilmar Jordán
Wilmar Jordán Gil, mais conhecido como Wilmar Jordán ou apenas Jordán (Medellín, 17 de outubro de 1990) é um futebolista colombiano que atua como atacante. Atualmente joga pela Portuguesa FC da Venezuela.

## Carreira
Wilmar Jordán começou a sua carreira como senior no Monagas na Venezuela.

### Tianjin Teda
Em fevereiro de 2015, o atleta assinou com o Tianjin Teda, da China, após boa passagem pelo Litex Lovech, clube pelo qual marcou 35 gols em 63 partidas.

### Chaves
A 16 de maio de 2017, Wilmar Jordán, jogador colombiano que há duas temporadas tinha sido apontado ao Sporting, foi oficializado como reforço do Chaves para a temporada de 2017–18, tendo assinado um contrato válido para as próximas duas temporadas. O avançado de 26 anos jogava no CSKA Sofia e chega ao futebol português depois de uma temporada em que realizou apenas três jogos.[carece de fontes?]
Em março de 2018, após um empréstimo ao Famalicão, o contrato foi rescindido.

### Envigado
Em maio de 2019, o atacante foi contratado pelo Envigado para reforçar o clube na disputa do Campeonato Colombiano de Futebol de 2019 - Finalización.

### Portuguesa
Em 4 de março de 2021, a Portuguesa anunciou a sua contratação.